# Seborroisk keratos
Seborroisk keratos eller åldersvårtor, är kroniska bruna eller svarta hudfläckar, vanligen på huden i ansiktet, på bröstet, magen eller ryggen, som till utseendet påminner om hudcancer men som är helt ofarligt. Seborroisk keratos är en mycket vanlig åkomma som uppträder med hudens åldrande i medelåldern eller hos äldre. Fläckarna, som är benigna tumörer, uppkommer ofta en och en, men kan också uppkomma i flertal i synnerhet med tiden. De är ofarliga, men kan avlägsnas av kosmetiska skäl. Leser–Trélats tecken, flera sådana keratoser som uppkommer plötsligt, kan också vara ett allvarligt sjukdomstecken.

## Symtom
De enda symtomen på seborroisk keratos är fläckarna själva, som först uppträder som pigmentförändringar i överhuden. Färgen kan därför variera mellan ljust solbränt till svart. Med tiden, sedan de uppkommit, blir ytan skrovlig och kan anta ett vårtlikt utseende. Till skillnad från allvarliga hudförändringar förefaller seborroisk keratos sitta utanpå huden i stället för att tränga in i den. Tumörerna kan vara mer eller mindre utväxande från huden. De tumörer som växer ut från huden kan skava mot kläder och därför bli inflammerade, och i några fall klia.

## Orsaker
Det finns ingen heltäckande förklaring till seborroisk keratos. Fläckarna beror på ökad cellreplikation och programmerad celldöd (apoptos). De tycks uppkomma på områden som är extra utsatta för solexponering, varmed en teori är att solljus kan vara en bidragande faktor. En möjlig förklaring kan finnas i och med att vissa varianter av seborroisk keratos korrelerar med att personen också har en mutation i tyrosinkinasreceptorn FGFR3, vilket ungefär 40-85% av dem med åkomman har, beroende på typ. Andra vanliga mutationer finns i generna som kodar för PIK3CA, RAS, AKT1 och EGFR. Ungefär hälften av de drabbade har genetiska anlag för åkomman. Seborroisk keratos är mycket vanliga hudutväxter som vanligtvis uppträder från medelåldern och uppåt.

## Varianter
Ibland uppkommer seborroisk keratos plötsligt och i flertal, vilket kallas Lesser-Trélats tecken. Detta tycks sammanfalla med inflammationer i huden, såsom efter en överdriven solbränna eller eksem. I vissa fall kan det vara ett tecken på en inre sjukdom och då i synnerhet adenocarcinom särskilt i mag- och tarmkanalen.
Hud som exponeras för sol kan få små, platta pigmentförändringar som kallas solar lentigo (åldersfläckar eller solfläckar). Stuccokeratos är vita eller färgade fläckar som kan uppkomma på benen.
Vårtliknande varianter kallas ofta åldersvårta eller mjällvårta.